# Бій за Вознесенськ
Бій за Вознесенськ або Бій під Аплодисменти — штурм 15 квітня 1920 року, який провели частини Української армії за вузлову станцію Вознесенськ, захоплену більшовиками під час Першого зимового походу.

## Перебіг бою
Напередодні бою частини Української армії перебували у важкому стані через нестачу боєприпасів. Два більшовицькі бронепотяги обстрілювали їх з гармат і кулеметів. На позиції Чорних запорожців під прикриттям кулеметів насувалися 250 курсантів школи червоних командирів.
25-річний командир Окремого кінного запорозького республіканського полку (кінний полк Чорних запорожців) Петро Дяченко (родом з села Березова Лука Миргородського повіту, Полтавщина), важкохворий на тиф, лежав у критому фургоні. Кулеметник Петро Первухин з Харківщини ще раніше вистріляв усі набої, підпустивши ворожу лаву на приціл і розстрілявши її. Заступник Дяченка поручник Карліс Броже (латиш за національністю) атакував ворога двома сотнями, але під сильним вогнем бронепотягів мусив повернутися. Настала загроза знищення.
Перемагаючи недугу полковник Дяченко з останніх сил повів Чорних запорожців у бій. У цей час гармаш чорних запорожців останніми двома стрільнами підбив ворожий бронепотяг. Побачивши це, другий бронепотяг більшовиків поспішив за закрут залізниці. Запорожці-чорношличники з чорними прапорцями на списах та чорним знаменом «Україна або смерть» влетіли, проскочивши лаву зсередини і з боків, знищивши всіх.
Козаки раділи перемозі. Кулеметник Петро Первухин згадував: «Один упав на коліна і обіймає кулемет та плаче як мала дитина. Інші… підіймають руки вгору, до Бога, плачуть з радости та моляться… Були й такі, що, обладувавшись набоями, кричали: „Тепер ходіть! Хоч із самим чортом, не то що із Троцьким, дамо собі раду!“ … Цієї картини не можу описати, бо і сам з радости не знав, що роблю. Напевно, коли б мій батько тоді побачив мене, то сказав би: „О Боже, здуріла дитина!“»

## Результати бою
Цією відчайдушною атакою Чорні запорожці відкрили дорогу до Вознесенська та його скарбів. Генерал Михайло Крат свідчив, що тоді було захоплено 2 мільйони рушничних набоїв, 32000 гарматних, 28 гармат, 5000 рушниць, 4 кулемети тощо.